# Les Patins d'argent
Pour le film russe sorti en 2020, voir Les Patins d'argent (film).
Les Patins d'argent (titre original : Hans Brinker, or the Silver Skates ; titre complet : Hans Brinker; or, the Silver Skates: A Story of Life in Holland) est un roman américain pour la jeunesse de Mary Mapes Dodge, publié en 1865, un best-seller devenu un classique de la littérature pour la jeunesse. 
En France, le roman est publié pour la première fois en 1875 sous le titre : Les Patins d'argent : histoire d'une famille hollandaise et d'une bande d'écoliers, traduit et adapté au goût français par l'éditeur Pierre-Jules Hetzel. Le roman paraît sous le nom d'auteur P. J. Stahl (pseudonyme de l'éditeur) jusqu'en 1949. Depuis, le roman est réédité soit sous le nom de son auteur véritable soit sous celui de Hetzel.
Les Patins d'argent est couronné par l'Académie française en 1876 avec le Prix Montyon de littérature.

## Genèse
Mary Mapes Dodge a 34 ans quand elle écrit son roman. Comme elle n’est jamais allée aux Pays-Bas, elle trouve plusieurs sources d’inspiration pour le rédiger : tout d’abord, elle lit les longs et prolifiques écrits parus en plusieurs tomes de l'historien américain John L. Motley : The Rise of the Dutch Republic (1856) et History of the United Netherlands (1860-1867). Ensuite, elle fait des recherches bibliographiques plus poussées sur les Pays-Bas. Enfin, elle recueille de nombreuses et précieuses informations sur la vie des Néerlandais par le biais de ses voisins, les Scharffs, des immigrants néerlandais : dans sa préface de l'édition de 1875 de son roman, Mary Mapes Dodge écrit que l’histoire du père de Hans Brinker est « basée sur des faits strictement réels » .
Comportant pléthore d'informations culturelles et historiques sur les Pays-Bas, le livre est un succès de librairie immédiat : au cours de sa première année de publication, il s'en vend plus d'exemplaires que tous les autres livres, hormis le roman  L'Ami commun de Charles Dickens. Depuis, Les Patins d'argent a été régulièrement réédité et demeure un classique de la littérature pour la jeunesse

## Résumé

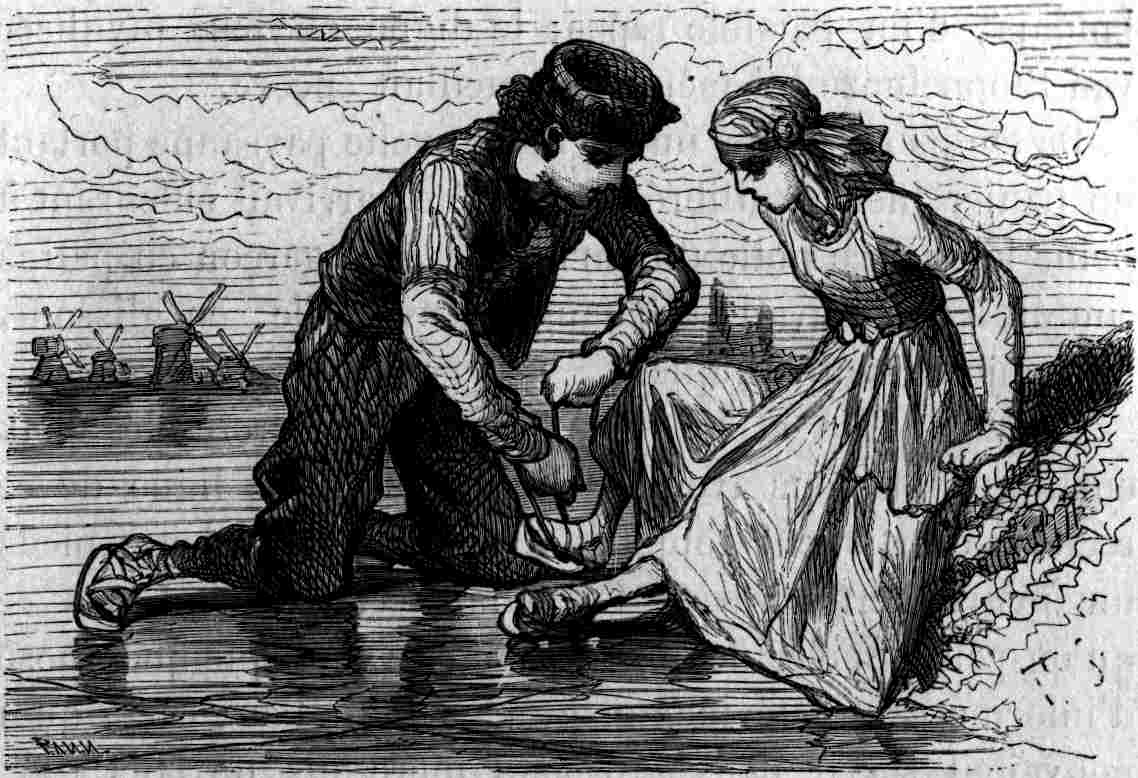
Hans et sa sœur Gretel. Gravure de Théophile Schuler figurant à la page 10 de l'édition de 1875 de Hetzel des Patins d'argent

Au XIXe siècle, aux Pays-Bas. Hans Brinker, jeune garçon de quinze ans pauvre mais honnête, bon et travailleur, vit avec sa mère et sa sœur Gretel. Son père, ouvrier sur une digue, a perdu la mémoire à la suite d'une chute ; depuis, il ne peut plus travailler car il est souvent pris de violents accès de colère et de convulsions. Pour survivre, la mère et ses deux enfants doivent chercher un emploi. À cause de sa pauvreté, la famille Brinker est mal considérée. 
Hans et Gretel aimeraient beaucoup gagner un prestigieux concours de patinage sur glace qui doit avoir lieu en décembre sur un canal, et dont le premier prix est une paire de patins en argent. Mais leurs chances de gagner sont minces, car leurs patins sont en bois, faits main. 
Un médecin apprend à Hans que la commotion cérébrale de son père peut être opérée et son père guéri, mais que le prix de l'opération chirurgicale est élevé. Hans, qui pensait s’acheter des patins en acier avec ses économies afin de prendre part à la compétition, se résout à donner cet argent au docteur qui, touché par cette abnégation, opère gratuitement le père, qui retrouvera la santé. Le frère et et la soeur peuvent donc s'acheter des patins d'acier, mais pendant l'épreuve Hans renonce à la victoire pour aider un ami en difficulté. Gretel remporte le concours dans la catégorie des filles. Le sort de toute la famille s'améliore.

## Commentaires
Les Patins d'argent a fait découvrir aux Américains ce sport néerlandais qu'était le patinage de vitesse. Encore aujourd'hui, Hans Brinker, le personnage du roman, est considéré dans les médias américains comme le « précurseur » du patinage de vitesse.

## Adaptation au cinéma et à la télévision
- 1962 : Hans Brinker or the Silver Skates, téléfilm américain produit par Walt Disney[7],[8], avec Rony Zeaner.
- 1969 : Hans Brinker, téléfilm musical américain [9],[10], avec Robin Askwith (Hans), Richard Basehart (Dr. Boekman), Eleanor Parker (Dame Brinker) et Cyril Ritchard.
- 1994 : Hans et Gretel et les Patins d'argent, moyen métrage d'animation australien des studios Burbanks Ce film est sorti en France en DVD en 2002 : Entertainment Marvista, éditeur : SBBS, 50 minutes, ASIN: B005QFTZNW)
- 1998 : Brink!, téléfilm américain[11] produit pour le Disney Channel, avec Erik von Detten (Andy "Brink" Brinker). Adaptée très librement du roman, l'histoire se déroule à Los Angeles et a pour sujet une compétition de roller en ligne, et non plus de patinage sur glace.
- 2020 : Les Patins d'argent, film russe de Mikhaïl Lokchine, avec Alexeï Gouskov et Denis Lavant

## Hommage

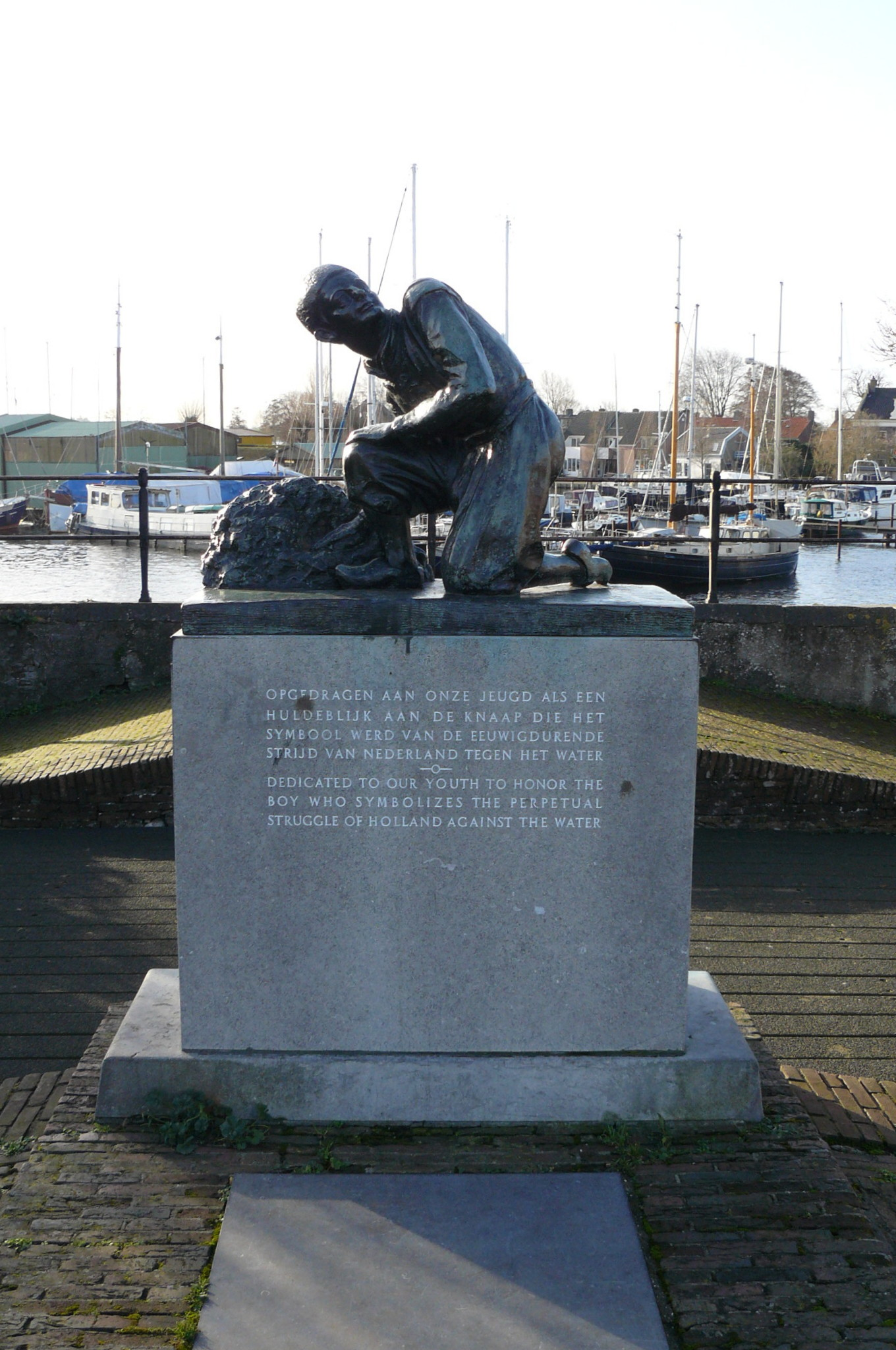
Statue de Hansel Brinkers à Spaarndam (Pays-Bas)

- Plusieurs statues du personnage de Hanzel bouchant le trou d'une digue avec son doigt (comme raconté dans un passage célèbre du roman) ont été érigées aux Pays-Bas à des fins touristiques : à Spaarndam (Hollande), à Madurodam et à Harlingen, et ce, bien que le roman n'y soit pas connu à grande échelle. Cette statuaire relève plutôt du folklore américain que néerlandais[12],[13].

- En 1981, la chanteuse et violoniste française Catherine Lara cite le roman dans sa chanson Sous l'escalier, écrite par le parolier Pierre Grosz et composée par elle-même, disponible sur son album Johan et dans laquelle elle évoque les romans et contes qu'elle lisait enfant assise sous l'escalier de la maison de ses parents.

## Éditions françaises
Note : liste non exhaustive extraite du catalogue de la Bibliothèque nationale de France.
- 1875 : Les Patins d'argent : histoire d'une famille hollandaise et d'une bande d'écoliers, sous-titré : d'après M. Mapes Dodge, imité de l'anglais par P. J. Stahl - Paris : J. Hetzel ; collection : « Bibliothèque d'éducation et de récréation », 363 p.[14] Lire en ligne
- 1932 : Les Patins d'argent, P. J. Stahl ; d'après M. E. M. Dodge - Paris : Hachette ; collection : Bibliothèque verte, 251 p.[15].
- 1949 : Les Patins d'argent, Mary Mapes Dodge - Traduit par E. Vincent, illustré par E. Napoli ; Paris : G.-T. Rageot ;  collection Heures joyeuses, 214 p[2].
- 1952 : Les Patins d'argent, Mary Mapes Dodge - Traduit par Geneviève Meker, illustré par G. Sabran ; Paris : Éditions G. P., coll. Bibliothèque rouge et or, no 51, 192 p[16].
- 1953 : Les Patins d'argent, Mary Mapes Dodge - Adaptation et texte français de J.-L. Françoisprimo [d'après P. J. Stahl] ; Illustrations en couleurs de Jacqueline Guyot ; Monte-Carlo : Éditions Vedette, Collection : « Collection Bleuet » no 22, 195 p.
- 1962 : Les Patins d'argent, Mary Mapes Dodge - Adaptation d'Elisabeth Ciccione ; illustrations de David Berger et René Follet ; Paris : Éditions Deux coqs d'or, coll. « Les Romans du livre d'or » no 7, 60 p. (version très abrégée).
- 1975 : Les Patins d'argent, d'après Mary Elisabeth Dodge - Adaptation et texte français de J.-L. Françoisprimo, illustrations de Jacqueline Guyot ; Paris : Charpentier, Collection : Lecture et Loisir ; no 197, 188 p.
- 1976 : Les Patins d'argent, d'après Mary Mapes Dodge - Texte adapté par Anne Proutière ; illustrations d'Alvaro Mairani ; Paris : Éditions Lito, Collection : « Collection Club 10-15 », 123 p.
- 1985 : Les Patins d'argent, Mary Mapes Dodge - Champigny-sur-Marne : Éditions Lito, collection : « Junior poche », 123 p., (version abrégée)  (ISBN 2-244-00933-5).
- 1993 : Les Patins d'argent, Mary Mapes Dodge - Adapté par P.-J. Stahl ; Paris : Pocket, collection :  « Pocket Junior. Références no 20, 261 p.,  (ISBN 2-266-00387-9).
- 1993 : Les Patins d'argent, P.J. Stahl, D'après Mary Mapes Dodge - Illustrations de Théophile Schuler ; Paris : Casterman, 217 p.,  (ISBN 2-203-13536-0).
- 1995 : Les Patins d'argent, Mary Mapes Dodge - Adapté par P.-J. Stahl, images de Jean-Paul Colbus ; Paris : Hachette Jeunesse, collection : « Bibliothèque verte » : Aventure humaine no 748, 253 p.,  (ISBN 2-01-209421-X).
- 2003 : Les Patins d'argent, P.-J. Stahl - Éditeur : Pocket Jeunesse, collection « Pocket Junior », 262 p.,  (ISBN 2266133837).

## Prix et récompenses
- Prix Montyon de littérature décerné par L'Académie française en 1876 pour Les Patins d’argent[3].

## Source
- (en) Cet article est partiellement ou en totalité issu de l’article de Wikipédia en anglais intitulé « Hans Brinker, or The Silver Skates » (voir la liste des auteurs).